# Kolloid
|  |  |
|  |  |

|  |  |  |  |  |
|  |  |  |  |  |

|  |  |
|  |  |

|  |  |  |  |  |
|  |  |  |  |  |
|  |  |  |  |  |

Als Kolloide (von altgriechisch κόλλα kólla „Leim“ und εἶδος eidos „Form, Aussehen“) oder Kolloiddispersion werden Teilchen oder Tröpfchen bezeichnet, die im Dispersionsmedium (Feststoff, Gas oder Flüssigkeit) fein verteilt sind. Die Größe der einzelnen Teilchen liegt im Bereich von einem Nanometer bis zu einem Mikrometer.
In diesem Größenbereich liegen viele Moleküle sowie die meisten Viren.
Neben der Größe der Teilchen ist auch ihre gleichmäßige Verteilung für ein kolloidales System kennzeichnend, die sich nicht oder nur langsam ändert.
Sind die Teilchen beweglich (etwa in einem flüssigen Dispersionsmedium), so zeigen sie Brownsche Bewegung.
Je nach Bindungsart zwischen den Atomen der Kolloide können unterschieden werden:
- Dispersionskolloide enthalten Teilchen, die durch Zerkleinerung, Kondensation oder Peptisation von beliebigen (lyophoben) Stoffen entstanden sind, die sich nicht im Dispersionsmedium lösen, z. B. Tonkolloid in Wasser. Eine elektrostatische oder sterische Stabilisierung mit Schutzkolloiden ist notwendig, um eine Auflösung oder Aggregation zu verhindern. Ein thermodynamisches Gleichgewicht liegt nicht vor.
- Molekülkolloide enthalten Teilchen die typischerweise aus etwa 100 Atomen bestehen, die über Hauptvalenzen gebunden sind. Beispiele sind Heteropolysäuren, Polysaccharide und Polyphosphate. Der Aufbau entspricht niedermolekularen Substanzen.
- Assoziationskolloide/Mizellkolloide enthalten Mizellen, die sich ab einer bestimmten Massenkonzentration selbsttätig, d. h. ohne Mitwirkung von Schutzkolloiden oder Peptisatoren, bilden. Beispiele sind Seifen, Tenside und manche Farbstoffe.

Kolloidale Suspensionen haben große Bedeutung in der Nahrungsmittel- und Kosmetikindustrie und in der Grundlagenforschung, insbesondere in der statistischen Physik. Die Kolloidchemie ist der Bereich der Chemie, der sich mit ihren stofflichen Eigenschaften befasst.

## Definitionen und Formen
Meist wird für Kolloide angenommen, dass es Emulsionen oder Suspensionen von Flüssigkeiten oder Feststoffen in einer Flüssigkeit sind. Grundsätzlich kann sowohl die disperse Phase als auch das Dispersionsmedium jeden der drei Aggregatzustände einnehmen, also ein  Feststoff, eine  Flüssigkeit oder ein  Gas sein.
| Disperse Phase | Dispersionsmedium | Kolloid                                             | Beispiele                                                                                |
| -------------- | ----------------- | --------------------------------------------------- | ---------------------------------------------------------------------------------------- |
| Flüssigkeit    | Flüssigkeit       | Emulsionen, Mikroemulsion                           | Milch, Blut, Mayonnaise, Kosmetika                                                       |
| Gas            | Flüssigkeit       | Mikroschaum                                         | Schlagsahne                                                                              |
| Feststoff      | Flüssigkeit       | Sol, auch: kolloidale Suspension, kolloidale Lösung | Tinte, Schlamm, Kaffee, kolloidales Gold oder kolloidales Silber                         |
| Flüssigkeit    | Gas               | Aerosol                                             | Nebel                                                                                    |
| Feststoff      | Gas               | Aerosol                                             | Rauch                                                                                    |
| Flüssigkeit    | Feststoff         | Festemulsion                                        | Materialfeuchte, etwa in Holz                                                            |
| Gas            | Feststoff         | Festschaum                                          | Schaumstoff, Milchquarz                                                                  |
| Feststoff      | Feststoff         | Festsuspension                                      | Spezielle Verbundwerkstoffe, Farbstoff/Pigmente in Kunststoff, Gold-Rubin-Glas, Opalglas |

Kolloidale Lösungen stehen aufgrund der Teilchengröße zwischen echten Lösungen (molekulardispers) und grobdispersen  Suspensionen oder  Emulsionen.
- Pasten haben eine hohe Konzentration der dispersen Phase, so dass keine oder nur eine sehr geringe Fließfähigkeit vorliegt
- Gele haben statt einzelner Partikel meist langkettige Makromoleküle wie bei Gelee oder Leim.
- Flüssigkristalle sind Kolloide, die in einer Flüssigkeit geordnete Strukturen bilden.
- Aerosole sind Kolloiddispersionen in Gasen, wie Rauch und Nebel.

Disperse Systeme mit annähernd gleicher Teilchengröße werden als monodispers oder isodispers, solche mit unterschiedlicher Teilchengröße als polydispers bezeichnet. Sind disperse Phase und Dispersionsmittel sicher zu unterscheiden, handelt es sich um „einfache Kolloide“. Bilden sie ineinander verschlungene Netzwerke ohne eine klare Zuordnung sind es „Netzwerk-Kolloide“.
Die Größenordnung von Kolloiden kann sich nur auf eine Dimension beziehen, so dass man in der Struktur von Kolloiden differenzieren kann. Kaolinit ist ein Beispiel für ein sehr dünnplattiges Tonmineral und bildet auch ein kolloidales System. Dies gilt gleichfalls für faser- oder netzwerkartige Strukturen, die in zwei Raumrichtungen kolloidale Dimensionen aufweisen. Kolloide müssen nicht zwangsläufig aus einzelnen Partikeln bestehen. Markanter ist die Untergrenze von etwa einem Nanometer, da es hier zu einem recht einheitlichen Übergang hin zu den Eigenschaften molekular-disperser Systeme kommt.

## Geschichte und Herkunft des Begriffs
Kolloide wurden schon genutzt, als noch keinerlei Kenntnis über ihre Systematik bestand. Die wissenschaftliche Auseinandersetzung mit Kolloiden ist erst in jüngerer Zeit zu verzeichnen, als sich die früher begrenzten technischen Möglichkeiten für eine gezielte, reproduzierbare Herstellung wohldefinierter Kolloide verbesserte.
Bereits den Alchimisten waren Formen des kolloidalen Goldes bekannt und Pierre Joseph Macquer vermutete 1744, dass es sich hierbei um eine feine Verteilung des Goldes in einer Dispersion handeln könnte. Erste empirische Untersuchungen führte Selmi 1845 durch, 1856 folgten die Versuche Michael Faradays mit kolloidalem Gold.
Der britische Physiker Thomas Graham führte 1861 den englischen Begriff „colloid“ ein, den er von dem griechischen Wort für Leim ableitete. Er benutzte ihn, um Stoffe aufgrund ihres Diffusionsverhaltens durch poröse Membranen in „kristalloide“ und „kolloidale“ Substanzen zu unterteilen. Grahams Kriterien waren jedoch nicht zielführend. Was er als kolloidal bezeichnete, war nicht eine chemische Eigenschaft, sondern ein Zustand der feinen physikalischen Unterteilung bestimmter Proben. Seit Beginn des zwanzigsten Jahrhunderts wird der Begriff im Sinne der modernen Definition verwendet. Im Jahr 1922 gründete Wolfgang Ostwald in Leipzig die Kolloid-Gesellschaft zur Pflege und Förderung der Kolloidwissenschaft, die bis heute noch besteht.
Eine kinetische Theorie für kolloidale Systeme wurde erstmals von Marian Smoluchowski geschaffen. Die Chemie der Kolloide und deren Eigenschaften wurden besonders von Richard Zsigmondy (Nobelpreis 1925) und seinen Mitarbeitern untersucht.

## Eigenschaften

### Makroskopisch

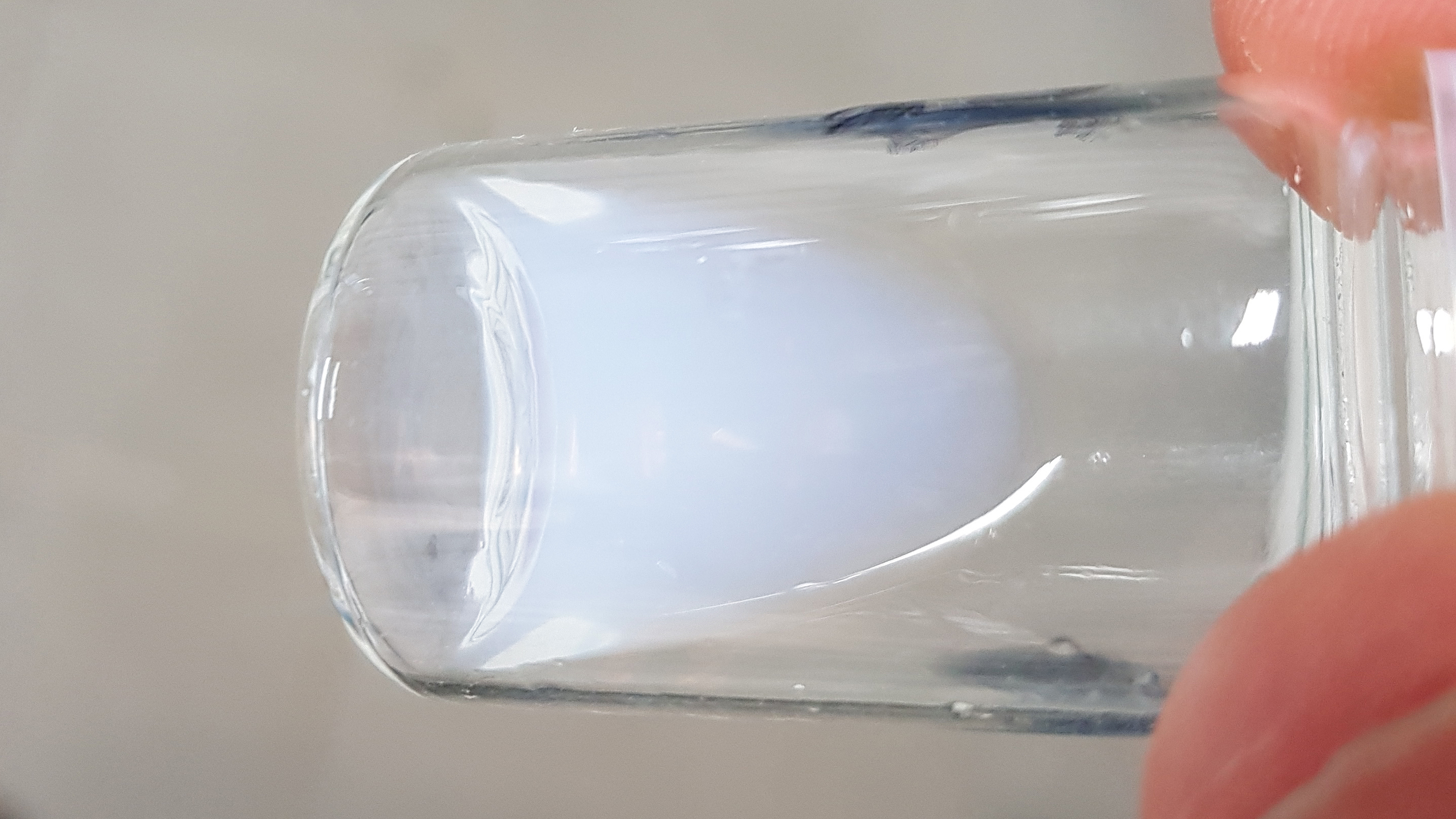
Eine leichte Opaleszenz bei kolloidalem Siliciumdioxid (hydrodynamischer Durchmesser: 92,7 nm).

Aufgrund ihrer im Verhältnis zum Volumen vergleichsweise großen Grenzflächen spielen Effekte der Oberflächenchemie für Kolloide eine besondere Rolle. Kolloide weisen zudem in der Regel den Tyndall-Effekt auf. Durch Lichtstreuung an den Grenzflächen erscheinen selbst Dispersionen aus transparenten Phasen milchig oder trüb (es kann auch Opaleszenz auftreten), solange die Brechungsindizes nicht genau gleich sind.

### Mikroskopisch
Folgende Wechselwirkungen können zwischen Kolloidteilchen auftreten.
Abstoßung harter KugelnDies ist die einfachste Wechselwirkung. Harte Kolloidteilchen können sich beim Zusammenstoß gegenseitig nicht verformen oder durchdringen. Dies erscheint trivial, das „Harte Kugel“-Modell, in dem keine andere Wechselwirkung herrscht, ist jedoch eines der wichtigsten Systeme in der statistischen Physik. Das zugehörige Potential ist unendlich für Abstände kleiner der Partikeldurchmesser und null sonst.
Elektrostatische WechselwirkungElektrisch gleichnamig geladene Kolloidteilchen stoßen sich gegenseitig ab. Das Wechselwirkungspotential hat die Form {\displaystyle V\sim {\frac {1}{r}}}. Haben die Kolloide unterschiedliche Ladungen, so bilden sie ein ionisches Modellsystem (einige Teilchen ziehen einander an, andere stoßen einander ab). In der Flüssigkeit vorhandene Ionen (wie bei gelösten Salzen) können das elektrostatische Potential mehr oder weniger abschirmen.
Van-der-Waals-Kräftekommen unter anderem durch fluktuierende Dipole zustande. Die Hamaker-Konstante {\displaystyle A} beschreibt die Van-der-Waals-Wechselwirkung zweier makroskopischer Körper. Aus der Hamaker-Konstante folgt, dass die Van-der-Waals-Wechselwirkung minimiert wird, wenn der Brechungsindex der Flüssigkeit und der Teilchen ähnlicher gemacht wird.
Entropische WechselwirkungNoch kleinere Partikel oder Polymerketten, die sich zusätzlich zu den eigentlichen Kolloiden in der Flüssigkeit befinden, üben einen effektiven osmotischen Druck aus und pressen die Kolloide zusammen. Anschaulich lässt sich dies so verstehen, dass die Gesamtentropie des Systems steigt, wenn die großen Partikel zusammenrücken, da die kleinen Partikel dann mehr Raum zur Verfügung haben.

## Bedeutung und Anwendungen

### Chemie
Die Kolloidchemie untersucht die Eigenschaften kolloiddisperser Systeme und ist ein selbständiges Gebiet der physikalischen Chemie.

### Physik
Kolloidsuspensionen sind wichtige Modellsysteme um Vorhersagen der statistischen Thermodynamik zu überprüfen oder atomare Festkörperprozesse zu simulieren.
- Die Wechselwirkungen zwischen einzelnen Kolloidteilchen lassen sich durch Auswahl der Teilchen, Behandlung ihrer Oberfläche und Zusammensetzung der Flüssigkeit einstellen. Man kann Stärke und Reichweite der Wechselwirkung separat einstellen und damit verschiedenartige Potentialverläufe modellieren. Die Teilchen verhalten sich wie Atome eines Metalls oder wie die eines ionischen Systems und bilden entsprechende Kristalle. Bei hinreichender Konzentration tritt die Kristallisation sogar bei nicht wechselwirkenden Partikeln („Harte Kugeln“) ein, was paradoxerweise entropische Ursachen hat.
- Kolloide sind etwa um den Faktor 1000 bis 10.000 größer als Atome. Daher sind sie wesentlich einfacher und mit deutlich weniger experimentellem Aufwand (dynamischer Lichtstreuung oder Konfokalmikroskopie) zu beobachten.
- Ihre Bewegung ist deutlich langsamer als die von Atomen. Das erlaubt die Beobachtung von Prozessen wie Kristallisation, die in atomaren Systemen zu schnell ablaufen.

### Verfahrenstechnik
Kolloiddisperse Systeme haben durch die feine Verteilung der einen Phase in der anderen im Verhältnis zu ihrem Volumen eine enorm große Grenzfläche. Dies wird überall ausgenutzt, wo Grenzflächeneffekte wichtig sind, wie in der Trocknungstechnik oder bei der Reaktion zweier nichtmischbarer Flüssigkeiten.

### Bodenkunde
In der Bodenkunde wird das Größenspektrum der Kolloide bis zwei Mikrometer erweitert. Diese Einteilung schließt die bodenkundlich relevante Tonfraktion ein, da Bodenteilchen mit einem Durchmesser bis etwa 2 μm kolloidale Eigenschaften aufweisen. Dies ist unter anderem Folge des blattförmigen Habitus von Tonteilchen. Dabei treten Eigenschaften, die auf Grund der Masse der Teilchen auftreten, gegenüber den Eigenschaften aus der großen spezifischen Oberfläche, zurück.

### Medizin
In der Infusionstherapie werden kolloidale Infusionslösungen eingesetzt, die eine Stabilisierung oder Zunahme des Volumens in den Blutgefäßen bewirken. Sie enthalten kolloidale Makromoleküle wie Kohlenhydrate (Hydroxyethylstärke, Dextrane) oder Proteine (Gelatine oder humanes Albumin).